# Ovčáry (Mělník)
Ovčáry é uma comuna checa localizada na região da Boêmia Central, distrito de Mělník.